# X+Y
X+Y، انتشار یافته در ایالات متحده تحت عنوان یک ذهن جوان درخشان (به انگلیسی: A Brilliant Young Mind)، فیلمی در ژانر کمدی-درام به کارگردانی مورگان متیوز است که در سال ۲۰۱۴ منتشر شد. از بازیگران آن می‌توان به ایسا باترفیلد، ریف اسپال، سالی هاوکینز و ادی مارسن اشاره کرد.